# (4529) Webern
(4529) Webern (1984 ED) – planetoida z grupy pasa głównego asteroid okrążająca Słońce w ciągu 5,24 lat w średniej odległości 3,01 j.a. Odkryta 1 marca 1984 roku.